# Ouro Verde do Oeste
Ouro Verde do Oeste là một đô thị thuộc bang Paraná, Brasil. Đô thị này có diện tích 293,042 km², dân số năm 2007 là 5636 người, mật độ 16,5 người/km².